# Phyllocycla argentina
Phyllocycla argentina – gatunek ważki z rodziny gadziogłówkowatych (Gomphidae). Występuje na terenie Ameryki Południowej.